# أنثيا ستيوارت
أنثيا ستيوارت (بالإنجليزية: Anthea Stewart)‏ هي لاعبة هوكي الحقل جنوب أفريقية، ولدت في 20 نوفمبر 1944 في بلانتاير في مالاوي.

## وصلات خارجية
- أنثيا ستيوارت على موقع الاتحاد الدولي للهوكي (الإنجليزية)
- أنثيا ستيوارت على موقع أوليمبيديا (الإنجليزية)